# Brauereikeller Hörscheler Straße Neuenhof
Brauereikeller Hörscheler Straße Neuenhof este o arie protejată (arie specială de conservare — SAC, sit de importanță comunitară — SCI) din Germania întinsă pe o suprafață de 0,01 ha, integral pe uscat.

## Localizare
Centrul sitului Brauereikeller Hörscheler Straße Neuenhof este situat la coordonatele 50°59′59″N 10°12′54″E / 50.9997°N 10.215°E.

## Înființare
Situl Brauereikeller Hörscheler Straße Neuenhof a fost declarat sit de importanță comunitară în iunie 2004 pentru a proteja 1 specie de animale. Situl a fost protejat și ca arie specială de conservare în iulie 2008.

## Biodiversitate
Situată în ecoregiunea continentală, aria protejată nu include niciun habitat protejat.
La baza desemnării sitului se află o specie protejată de  mamifere: liliac comun (Myotis myotis)
Pe lângă speciile protejate, pe teritoriul sitului au mai fost identificate 3 specii de mamifere.